# Rüdiger Oppermann

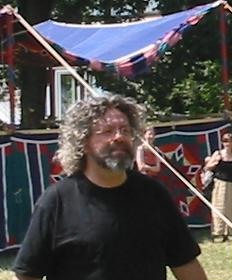
Rüdiger Oppermann auf dem von ihm veranstalteten Sommer-Musik-Fest (2003)

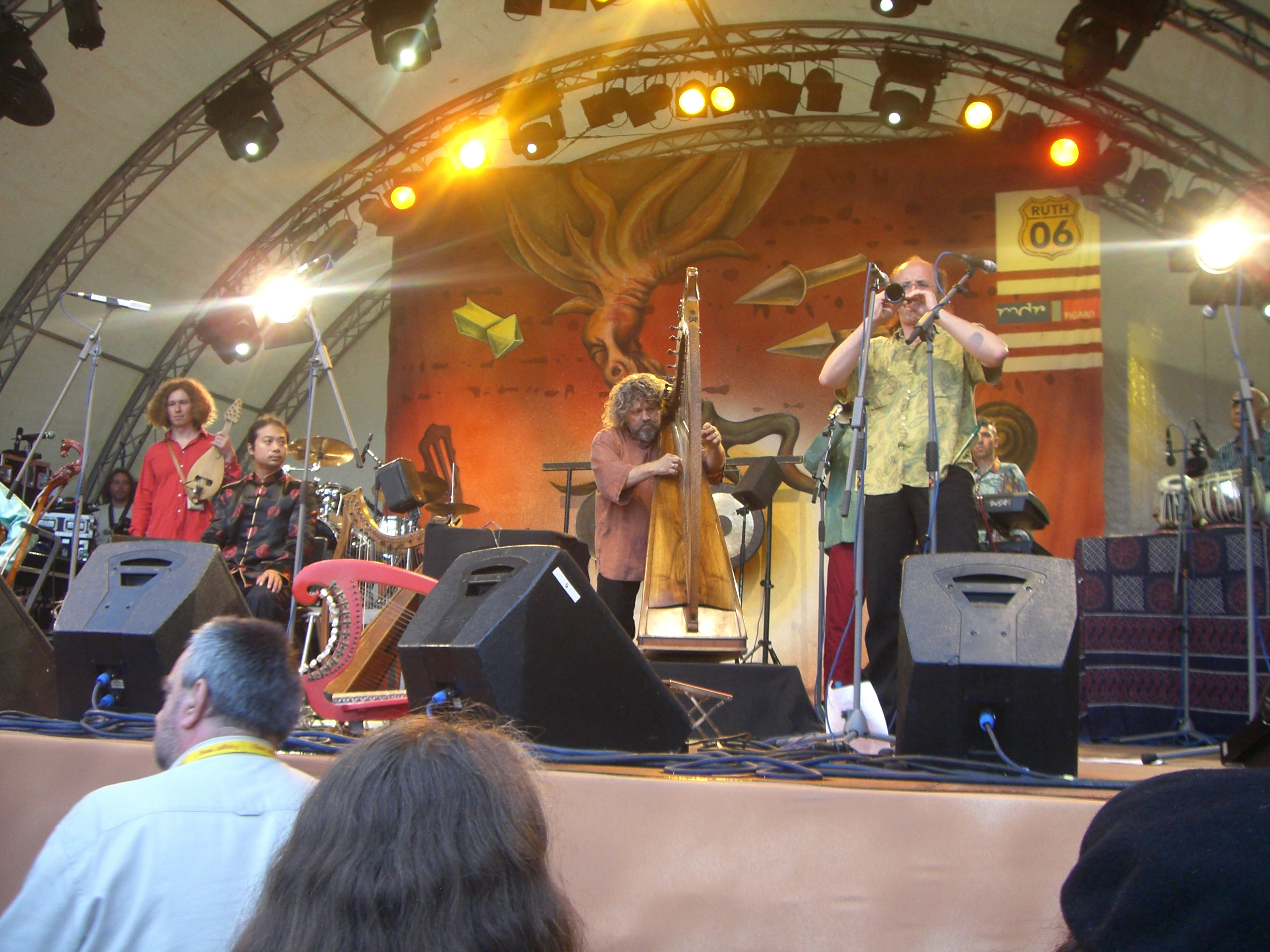
Rüdiger Oppermann und sein Karawane-Projekt beim TFF.Rudolstadt 2006. In der ersten Reihe von links nach rechts: Dimitar Gougov (Gadulka), Wu Wei (Sheng), Rüdiger Oppermann (Harfe) und Bijan Mahjub (Bombarde, Tinwhistle)

Rüdiger Oppermann (* 1954 in Bad Kreuznach) ist ein deutscher Harfenist und Musikmanager.

## Leben
Rüdiger Oppermann wuchs in der Pfalz auf. Er erhielt eine klassische Ausbildung an Klavier und Cello, spielte daneben E-Gitarre in einer Bluesband. 1973 hörte er Alan Stivell, der ihn zum Spielen der keltischen Harfe motivierte. 1974 hatte er seinen ersten öffentlichen Auftritt mit einer – selbst gebauten – Harfe. Nach der Schulzeit absolvierte er ein Studium zum Sozialpädagogen. Danach reiste er 1975/1976 ein Jahr lang durch Afrika. Nach eigener Aussage hat diese Zeit seinen weiteren Lebensweg grundlegend bestimmt.
Nach seiner Rückkehr nach Deutschland kündigte er seinen Job im sozialen Bereich, löste seine Wohnung auf und verdiente seinen Lebensunterhalt als reisender Gaukler und Straßenmusiker. 1979 ging er nach Teheran und bereiste von dort aus die afghanische Region Nuristan. Über Indien gelangte er bis nach Sri Lanka.
Neben über 30 CD-Veröffentlichungen und zahlreichen Auftritten ist er Organisator vieler Feste und Festivals im Bereich der Weltmusik-Szene.
Im Jahr 2014 wurde Oppermann für seine Verdienste um den Kulturaustausch mit dem Bundesverdienstkreuz ausgezeichnet. Er lebt mit seiner Frau und seinen drei Kindern im Nord-Elsass.

## Diskografie
Die Diskografie umfasst neben regulären Alben auch viele Sampler. In Klammern Angaben zum Album: Sampler, Tonträgerart, Label.
- 1974: Live in Ingelheim (Sampler/Songbird)
- 1981: Zongo
- 1983: Der fliegende Teppich (Selbstverlag)
- 1984: Silberfluss live (Selbstverlag)
- 1985: Live at Findhorn (Findhorn Records)
- 1985: Reise nach Harfistan (Wundertüte)
- 1986: Silberfluss (Wundertüte)
- 1987: KlangWelten (Sampler/Wundertüte)
- 1988: Neues aus Harfistan (Wundertüte)
- 1988: Rosen und Dornen (Wirkstatt)
- 1990: KlangWelten (Sampler/Network)
- 1990: Harp Attack Live (Selbstverlag)
- 1990: Durchs Wilde Harfistan (Wundertüte)
- 1990: Troubadix Rache (Single/Wundertüte)
- 1991: Changing Tide (Harp Attack/Shamrock)
- 1992: Same Sun, Same Moon (live) (Shamrock)
- 1992: Rudolstadt Festival (Sampler/Rudolstadt)
- 1993: Unchain My Harp (Biber)
- 1994: Rendez-Vous 2 (Sampler/Biber)
- 1994: Acoustic Special (Sampler/Shamrock)
- 1995: Planet Soup (Sampler/Ellipsis arts)
- 1996: The Art Of Harp, Vol. 1 (Sampler/Shamrock)
- 1996: From Worldbeat To Blue Note (Sampler/Shamrock)
- 1996: Its Only Kraut (Sampler/Profolk)
- 1996: Das vertonte Dorf (SBW Russbach)
- 1997: Sanddorn, Musik für TanzTheater (Rigolo)
- 1997: Karawane (Shamrock)
- 1997: Harpestry (Sampler/PolyGram)
- 1997: The Art Of Harp, Vol. 2 (Sampler/Shamrock)
- 1997: Music For Friends (Sampler/Network)
- 1998: Celtic Harpestry (CD und Video/PolyGram)
- 1998: Fragile Balance (Shamrock)
- 1999: Spirit Of The Steppe (Naturaufnahmen/Shamrock)
- 1999: The Art Of Harp, Vol. 3/4 (Doppel-CD/Shamrock)
- 2000: Songs Of The Wind (Windharp, Bauer)
- 2000: KlangWelten 2000 (Sampler/KlangWelten Records)
- 2001: Weit die Füsse tragen... (KlangWelten Records/Wirkstatt)
- 2001: Contemplations On The Earth (Sampler, Biber)
- 2001: Bauer’s Best (Sampler/Bauer Verlag)
- 2001: KlangWelten 2001 (KlangWelten Records)
- 2003: KlangWelten 2003 (Sampler/KlangWelten Records)
- 2004: Harp Summit (Duo mit Park Stickney/KlangWelten Records)
- 2004: Same Sun Same Moon Same Water (Rigolo Dance Theatre)
- 2004: Harp House (Edinburgh International Harp Festival)
- 2004: Same Same But Different (KlangWelten Records)
- 2005: KlangWelten 2005 (Sampler/KlangWelten Records)
- 2006: Wake Up – Best (Sampler/Zounds, 24 Karat Gold-CD, alle Titel digital remastered, CD-Text)
- 2006: KlangWelten 2006 (Sampler/KlangWelten Records)
- 2007: KlangWelten 2007 „Far East – Far West“ (Sampler/KlangWelten Records)
- 2008: KlangWelten – Worldmusic Festival 2008 (Sampler/KlangWelten Records)
- 2014: The Brendan Voyage (Kultur- und Veranstaltungs GmbH Worms)
- 2016: Rheingold (KlangWelten Records)

## Auszeichnung
- RUTH – Der deutsche Weltmusikpreis 2006
- Bundesverdienstkreuz am Bande[2]